# NGC 1867
NGC 1867 је расејано звездано јато у сазвежђу Златна риба које се налази на NGC листи објеката дубоког неба.
Деклинација објекта је - 66° 17' 39" а ректасцензија 5h 13m 42,5s. Привидна величина (магнитуда) објекта NGC 1867 износи 13,4 а фотографска магнитуда 13,8. NGC 1867 је још познат и под ознакама ESO 85-SC53.